# Манро, Роберт Мор, 15-й барон Фоулис
Роберт Мор Манро, 15-й барон Фоулис (? — 4 ноября 1588) — 18-й глава клана Манро (1547—1588). Он был известен как Роберт Мор из-за его большого роста. Старший сын Роберта Манро, 14-го барона Фоулиса (? — 1547). Хотя этот Роберт Манро традиционно является 15-м бароном и 18-м главой клана, он является только 8-м вождем Манро, что может быть доказано современными свидетельствами.

## Земли и грамоты
В 1550 году Роберт Мор Манро, 15-й барон, зарегистрирован в узах ренты и дружбы с Джорджем Гордоном, 4-м графом Хантли (1514—1562), главой клана Гордон. Документ, датированный 1550 годом, находится среди бумаг в уставном сундуке замка Гордон. Однако позже Роберт Мор Манро поддержал Мэри, королеву Шотландии, в её вражде против графом Хантли из дома Гордонов.
В 1552 году Роберт Мор Манро продал земли в Вестер-Фоулисе Маргарет Огилви, леди Мой, которая была вдовой Уильяма Макинтоша (? — 1550), 15-го вождя клана Макинтоша, казненного в Абердине в 1550 году. В 1553 году королева Мария также предоставила королевскую хартию на те земли Маргарет Огилви. Позже первый брак Роберта Мора Манро будет с Маргарет Огилви, который вернет ему эти земли.

## Мария, королева Шотландии, и замок Инвернесс
В парламенте, состоявшемся в Эдинбурге 1 августа 1560 года, среди присутствующих значится «Роберт Манро из Фоулиса». Роберт Мор Манро был убежденным сторонником и верным другом Мария Стюарт, королева Шотландии и, следовательно, её сын Яков VI Стюарт относился к нему благосклонно. Джордж Бьюкенен утверждает, что, когда несчастная принцесса отправилась в Инвернесс в 1562 году и обнаружила, что ворота замка закрыты для неё; «как только они услышали об опасности, грозящей их государю, вокруг неё собралось множество самых выдающихся шотландцев, особенно Фрейзеры и Манро, которые считались самыми доблестными из кланов, населявших эти страны на севере». Эти два клана взяли замок Инвернесс для королевы, который отказался впустить её. Позже королева повесила губернатора, Гордона, который отказался её принять.
Рассказ Джорджа Бьюкенена первоначально был написан на латыни, но был опубликован на английском языке Джеймсом Айкманом в 1827 году, в нём говорится:
Услышав об опасности своей принцессе, множество древних скоттов, отчасти по убеждению, а отчасти по собственной воле, сгрудились вокруг неё, особенно Фрейзеры и Монро, самые храбрые из этих племен. Когда королева оказалась достаточно сильной, она осадила замок, который не имел ни достаточного гарнизона, ни достаточного укрепления для выдерживания нападения, и сдался, когда командиры были казнены, а люди уволены
.
Согласно одному источнику, клан Манро был среди кланов, которые поддержали Марию Стюарт, королеву Шотландии, в её победе над графом Хантли в битве при Корричи в 1562 году. В 1563 году Роберту Мору Манро была выдана хартия на замок Фоулис и был засвидетельствован его братом Джорджем Манро и его двоюродным дедушкой Уильямом Манро, викарием Дингуолла.
Позже, 23 июня 1567 года, Роберт был одним из присяжных на общей службе Джона Гордона, 11-го графа Сазерленда, наследника его бабушки, Элизабет Сазерленд, графини Сазерленд. Джон был первым Гордоном, ставшим графом Сазерлендом.

## Замковая кладка Росса
В 1569 году возникла вражда между кланом Маккензи и кланом Манро, которые к этому времени были одними из самых могущественных кланов в Росс-шире. Эндрю Манро, 5-й из Милнтауна, защищал и удерживал в течение трех лет часовню Росса, который он получил от регента Морея, умершего в 1569 году, против клана Маккензи, ценой многих жизней с обеих сторон. Вражда была улажена, когда замок был передан Маккензи в качестве акта умиротворения.
Сэр Роберт Гордон (1580—1656) пишет о вражде в своей книге Генеалогическая история графства Сазерленд":
Манро защищали и удерживали замок в течение трех лет, с большими потерями каждый день, пока он не был передан Кланхензи в соответствии с Актом умиротворения. И это стало началом вражды и раздора, которые по сей день продолжаются между Кланчензи и Манро
.
Примерно в 1577/78 году возникла ещё одна вражда с Маккензи из-за спора между Томасом Фрейзером из Ноки, наставником лорда Ловата, и Колином Кэмом Маккензи, 11-м из Кинтейла, из-за земель монастыря Боули и соседних поместий к северу от него. Маккензи собрал своих последователей и двинулся в район с намерением присвоить их себе. Фрейзер из Ноки собрал свои силы в Больи, а Манро из Фоулиса, который был другом Фрейзера, двинулся с 300 своими последователями к берегам реки Конон. Это грозное множество встревожило Маккензи, и он начал мирные переговоры.

## Шерифы Инвернесса
В 1571 году, 4 июля, король Шотландии Яков VI Стюарт передал Роберту Мору Манро все имущество, принадлежавшее Дункану Чалмерсу, канцлеру Росса, который скрывался от правосудия за свое участие в битве при Лангсайде и за убийство Джеймса Бальвани, Уильяма Первиса и Александра Хьюма. В качестве награды за свои верные заслуги перед короной Роберт Мор Манро получил от короля Якова VI грант на все таможенные пошлины, причитающиеся в качестве гонораров «за город и шерифство Инвернесса», как указано в Тайной печати, датировано по адресу Эдинбург 5 января 1572 года.
Роберт Мор Манро также был одним из членов Комиссии, назначенной шерифами Инвернесса за службу Александру Гордону, 12-му графу Сазерленда, 30 мая 1573 года. Другими членами были Маккензи из Кинтейла, Хью Фрейзер, 5-й лорд Ловат, и Лахлан Мор Макинтош, 16-й Макинтош. Во время несовершеннолетия Якова VI в Шотландии, которое официально закончилось в 1578 году, Роберт Мор Манро и Манро из Милнтауна отвечали за земли короны Росса и Чёрного острова.
В 1584 году король Шотландии Яков VI Стюарт подтвердил ещё одну хартию Роберту Манро из Фоулиса. В 1585 году Роберт Мор Манро подписал договор аренды с Джорджем Гордоном, 1-м маркизом Хантли, чтобы помогать друг другу в качестве союзников против любого, кроме короля или королевы. В 1588 году, 6 мая, Роберт Мор Манро из Фоулиса вместе с другими вождями горцев указан в гранте на особую защиту Александра Гордона, 12-го графа Сазерленда, для защиты его церковных земель в Кейтнессе или в другом месте. Среди других — Гордон из Хантли, Маккензи из Кинтейла, Роуз из Килравока, Фрейзер из Ловата, Грант из Фройчи и Росс из Балнагована. 20 июля 1588 года Роберт Мор Манро из Фоулиса был назначен королем-коллекционером графства Инвернесс, в который входил Росс. Он должен был собрать налог на ремонт Эдинбургского замка. 27-го числа того же месяца Роберт Мор Манро из Фоулиса вместе с Колином Кэмом Маккензи из Кинтейла назначаются комиссарами графств Инвернесс и Кромарти за лучшее отправление правосудия в этих графствах.

## Семья и потомки
Роберт Мор Манро впервые женился на Маргарет Огилви, дочери вождя клана Огилви. Вторым браком Роберт женился на Кэтрин Росс, дочери вождя клана Росс из Балнагована. Всего у Роберта было 13 детей от двух браков. Роберт умер 4 ноября 1588 года в замке Фоулис. Ему наследовал его старший сын от первого брака Роберт Манро, 16-й барон Фоулис. Однако в следующем столетии главу дома Фоулис и главу клана Манро унаследовали потомки от его второго брака.
От брака Роберта с Маргарет Огилви:
- Роберт Манро, 16-й барон Фоулис (? — 1589), старший сын и преемник отца.
- Хью Манро
- Гектор Манро, 17-й барон Фоулис (? — 1603), чьим сыном был Роберт Манро, 18-й барон Фоулис (Чёрный барон) (? — 1633).
- Флоренс Манро вышла замуж за Родерика Маккензи из Редкасла.
- Кристиан Манро
- Кэтрин Манро, вышла замуж за Уильяма Балли, ректора Инвернесса.

От брака Роберта с Кэтрин Росс:
- Джордж Манро, 1-й из Обсдейла, чей внук станет главой дома Фоулиса: сэр Роберт Манро, 3-й баронет Фоулис (? — 1668).
- Джон Манро, 1-й из Мейкле-Даан
- Эндрю Манро, 1-й из Лемлера
- Маргарет Манро, вышла замуж за Колина Кэмпбелла из Ардбрита
- Джанет Манро, вышла замуж за Джеймса Иннеса из Инвербрейки
- Марджори Манро, вышла замуж за Джеймса Хепберна, торговца из Инвернесса.
- Элизабет Манро, вышла замуж за министра Килтерна в Россшире.

Два хорошо известных потомка Роберта Мора Манро — генерал Роберт Монро (1601—1680) и Джордж Манро, 1-й из Ньюмора (1602—1693), оба члены ветви клана Манро из Обсдейла.